# Ивайло Никодимов
Ивайло Никодимов е български карикатурист.

## Биография
Ивайло Никодимов Некулов е роден на 11 октомври 1969 г. в гр. Бяла Слатина. От 1975 г. семейството му живее във Враца. Син е на художника Никодим Ненов. Карикатури започва да рисува още като ученик през 1982 г. Първите му публикации са във врачанския окръжен вестник „Отечествен зов“ и в националния седмичник за хумор и сатира „Стършел“ (1984 г.) След 1990 г. сътрудничи на най-различни издания: „Смях“, „200 вица“, „Пардон“, „Тримата глупаци“, „Кукуригу“ и др. Негови карикатури са печатани в „Перец“ (Киев), „Ошишани еж“ (Белград), „Остен“ (Скопие) и др. Участва в Националните изложби на карикатурата в София, в Международно биенале на хумора и сатирата в изкуствата в Габрово, както и в Международните салони на карикатурата в Турция, Португалия, Бразилия, Италия, Македония, Куба, Сърбия, Полша, Румъния и др.
През 1997 г. заедно с врачанския хуморист Кръстю Дамянов започват издаването на вестник „Мюзевир Нюз“ – единственият врачански вестник за хумор и сатира (излизат 32 броя в периода 1997 – 2000 г.), а след това създават нов хумористичен вестник – „Веселяк“ (излизат 115 броя в периода 2001 – 2010 г.). През 2001 г. е приет за член на Съюза на българските художници (СБХ) – секция „Карикатура“. Сътрудничи на националния седмичник за хумор и сатира „Стършел“ и на врачанския ежедневник „Конкурент“ (до края на 2018 г.).
Автор е на сборниците с карикатури „Caricature“ (1998) и „Карикатурни ШАНСони“ (1998).
През 1995 г. завършва Висш институт по зоотехника и ветеринарна медицина (ВИЗВМ) – Стара Загора, специалност „Ветеринарна медицина“. От месец август същата година е ветеринарен лекар в „Гергьовче“ ООД – Враца.
През 2009 г. е сред учредителите на Регионално краеведско дружество – Враца.
Резултат на краеведските му проучвания са книгите: „Под ореше столовато. 26 автентични песни от село Габаре, Белослатинско“ (2010 г.), „С навуща на краката. Родът на Навущанете от село Габаре, Белослатинско“ (2010 г.), „Военните паметници в Белослатинско“ (2011 г.), „Църквата Свети Архангел Михаил в село Сухаче“ (2012 г.), „История на село Габаре, Белослатинско“ (2012 г.) и др.
През 2012 г. дарява на Държавен архив – Враца творческия си архив (от 1982 до 2011 г.) – Фонд № 1438, класифициран в 5 раздела, съдържащ 52 архивни единици, както и архивата на вестниците „Мюзевир Нюз“ и „Веселяк“. Прави дарения на Регионален исторически музей – Враца (2011 г.), на Художествена галерия „Иван Фунев“ (2012 г.), на Регионална библиотека „Христо Ботев“ – Враца (2012 г.), на Музейна библиотека към РИМ – Враца.
Живее и работи във Враца.